# Nicholas Lau
Nicholas Lau (* 14. November 1979) ist ein Skilangläufer aus Trinidad und Tobago.

## Biographie
Lau wurde in Trinidad geboren, wuchs aber in Boston und Texas auf. 2007 zog er in die Schweiz, wo er als Manger für die FIFA arbeitete.
2017 stand Lau das erste Mal auf Langlaufskiern und verschrieb sich daraufhin ganz dem Sport. Am 2. Dezember 2017 gab er bei einem FIS-Rennen in Goms VS sein internationales Renndebüt.
2021 nahm er als erster Sportler aus Trinidad und Tobago an Nordischen Skiweltmeisterschaften teil. Bei den Wettkämpfen in Oberstdorf belegte er im Sprint klassisch den 153. Platz, das Rennen über 15 km Freistil auf Rang 166, wobei er jeweils in der Qualifikation gescheitert war.

## Erfolge

### Weltmeisterschaften
- Oberstdorf 2021: 153. Sprint klassisch, 166. 15 km Freistil
- Planica 2023: 133. Sprint klassisch, 152. 15 km Freistil
- Trondheim 2025: 178. 10 km klassisch, 181. Sprint Freistil

### Weitere Erfolge
- 4 Platzierungen unter den besten 10 bei FIS-Rennen